# Svračica (biljni rod)
Svračica (digitarija; lat. Digitaria) veliki biljni rod iz porodice trava raširen po svimj kontinentima. Od ukupno 255 vrsta, uglavnom korisnog jednogodišnjeg raslinja, u Hrvatskoj postoje svega tri vrste, to su gola, ljubičasta i trepavičava svračica. 

## Vrste
1. Digitaria abludens (Roem. & Schult.) Veldkamp
2. Digitaria abyssinica (A.Rich.) Stapf
3. Digitaria acuminatissima Stapf
4. Digitaria adamaouensis Zon
5. Digitaria aegyptiaca (Retz.) Willd.
6. Digitaria aequatoriensis (Hitchc.) Henrard
7. Digitaria aequiglumis (Hack. & Arechav.) Parodi
8. Digitaria albescens (C.E.Hubb.) Lo Medico & A.S.Vega
9. Digitaria alleizettei A.Camus
10. Digitaria ammophila (F.Muell.) Hughes
11. Digitaria andicola Gir.-Cañas
12. Digitaria andringitrensis A.Camus
13. Digitaria angolensis Rendle
14. Digitaria ankaratrensis A.Camus
15. Digitaria appropinquata Goetgh.
16. Digitaria argillacea (Hitchc. & Chase) Fernald
17. Digitaria argyrograpta (Nees) Stapf
18. Digitaria argyrotricha (Andersson) Chiov.
19. Digitaria aridicola Napper
20. Digitaria aristulata (Steud.) Stapf
21. Digitaria arushae Clayton
22. Digitaria asthenes Clayton
23. Digitaria atra Luces
24. Digitaria atrofusca (Hack.) A.Camus
25. Digitaria badia (Scribn. & Merr.) Fernald
26. Digitaria baileyi (Benth.) Hughes
27. Digitaria bakeri (Nash) Fernald
28. Digitaria balansae Henrard
29. Digitaria barbinodis Henrard
30. Digitaria basaltica B.K.Simon
31. Digitaria benthamiana Henrard
32. Digitaria bicornis (Lam.) Roem. & Schult.
33. Digitaria bidactyla Van der Veken
34. Digitaria blakei Henrard
35. Digitaria bonplandii Henrard
36. Digitaria bosseri Voronts.
37. Digitaria brazzae (Franch.) Stapf
38. Digitaria breedlovei R.W.Pohl & Davidse
39. Digitaria breviglumis (Domin) Henrard
40. Digitaria brunoana Raimondo
41. Digitaria calcarata Clayton
42. Digitaria caledonica Henrard
43. Digitaria cardenasiana Gir.-Cañas
44. Digitaria cayoensis Swallen
45. Digitaria chacoensis (Parodi) Henrard
46. Digitaria chaseae Henrard
47. Digitaria ciliaris (Retz.) Koeler
48. Digitaria clavitricha R.W.Pohl
49. Digitaria comifera Pilg.
50. Digitaria compacta (Roth ex Roem. & Schult.) Veldkamp
51. Digitaria complanata Goetgh.
52. Digitaria compressa Stapf
53. Digitaria connivens (Trin.) Henrard
54. Digitaria corynotricha (Hack.) Henrard
55. Digitaria costaricensis R.W.Pohl
56. Digitaria cowiei B.K.Simon
57. Digitaria cruciata (Nees ex Steud.) A.Camus
58. Digitaria ctenantha (F.Muell.) Hughes
59. Digitaria curtigluma Hitchc.
60. Digitaria curvinervis (Hack.) Fernald
61. Digitaria cuyabensis (Trin.) Parodi
62. Digitaria debilis (Desf.) Willd.
63. Digitaria delicata Goetgh.
64. Digitaria delicatula Stapf
65. Digitaria diagonalis (Nees) Stapf
66. Digitaria didactyla Willd.
67. Digitaria diffusa Vickery
68. Digitaria dioica Killeen & Rúgolo
69. Digitaria diversinervis (Nees) Stapf
70. Digitaria doellii Mez
71. Digitaria dolleryi B.K.Simon
72. Digitaria dunensis Goetgh.
73. Digitaria duthieana Henrard ex Bor
74. Digitaria effusa Veldkamp
75. Digitaria ekmanii Hitchc.
76. Digitaria eminens (Steud.) Backer
77. Digitaria enodis (Hack. ex Arechav.) Parodi
78. Digitaria eriantha Steud.
79. Digitaria eriostachya Mez
80. Digitaria evrardii Van der Veken
81. Digitaria exilis (Kippist) Stapf
82. Digitaria eylesii C.E.Hubb.
83. Digitaria fauriei Ohwi
84. Digitaria fibrosa (Hack.) Stapf ex Craib
85. Digitaria fiebrigii (Hack.) A.Camus
86. Digitaria filiformis (L.) Koeler
87. Digitaria flaccida Stapf
88. Digitaria floridana Hitchc.
89. Digitaria fluminensis Mez
90. Digitaria fragilis (Steud.) Luces
91. Digitaria fujianensis (L.Liu) S.M.Phillips & S.L.Chen
92. Digitaria fulva Bosser
93. Digitaria fuscescens (J.Presl) Henrard
94. Digitaria fuscopilosa Goetgh.
95. Digitaria gardneri Henrard
96. Digitaria gaudichaudii (Kunth) Henrard
97. Digitaria gayana (Kunth) A.Chev.
98. Digitaria gazensis Rendle
99. Digitaria gentilis Henrard
100. Digitaria gerdesii (Hack.) Parodi
101. Digitaria gibbosa (R.Br.) P.Beauv.
102. Digitaria gracillima (Scribn.) Fernald
103. Digitaria griffithii (Hook.f.) Henrard
104. Digitaria gymnostachys Pilg.
105. Digitaria gymnotheca Clayton
106. Digitaria hengduanensis L.Liu
107. Digitaria henrardii Veldkamp
108. Digitaria henryi Rendle
109. Digitaria heterantha (Hook.f.) Merr.
110. Digitaria hololeuca Henrard
111. Digitaria horizontalis Willd.
112. Digitaria hubbardii Henrard
113. Digitaria humbertii A.Camus
114. Digitaria hyalina Robyns & Van der Veken
115. Digitaria hydrophila Van der Veken
116. Digitaria hystrichoides Vickery
117. Digitaria iburua Stapf
118. Digitaria imbricata R.D.Webster
119. Digitaria incisa Van der Veken
120. Digitaria induta Swallen
121. Digitaria intecta Stapf
122. Digitaria isanensis Boonsuk, Chantar. & Hodk.
123. Digitaria ischaemum (Schreb.) Muhl.
124. Digitaria jansenii Veldkamp
125. Digitaria jubata (Griseb.) Henrard
126. Digitaria junghuhniana (Nees) Henrard
127. Digitaria killeenii A.S.Vega & Rúgolo
128. Digitaria lanceolata R.D.Webster
129. Digitaria lanuginosa (Nees) Henrard
130. Digitaria larsenii Bor
131. Digitaria lehmanniana Henrard
132. Digitaria leiantha (Hack.) Parodi
133. Digitaria leptalea Ohwi
134. Digitaria leptorhachis (Pilg.) Stapf
135. Digitaria leucites (Trin.) Henrard
136. Digitaria leucocoma (Nash) Urb.
137. Digitaria leucostachya (Domin) Henrard
138. Digitaria longiflora (Retz.) Pers.
139. Digitaria macroblephara (Hack.) Stapf
140. Digitaria madagascariensis Bosser
141. Digitaria maitlandii Stapf & C.E.Hubb.
142. Digitaria maniculata Stapf
143. Digitaria manongarivensis A.Camus
144. Digitaria mariannensis Merr.
145. Digitaria mattogrossensis (Pilg.) Henrard
146. Digitaria mauritiana Henrard
147. Digitaria megasthenes Goetgh.
148. Digitaria melanotricha Clayton
149. Digitaria mezii Kaneh.
150. Digitaria michoacanensis Sánchez-Ken
151. Digitaria milanjiana (Rendle) Stapf
152. Digitaria minima R.D.Webster
153. Digitaria minoriflora Goetgh.
154. Digitaria mollicoma (Kunth) Henrard
155. Digitaria monobotrys (Van der Veken) Clayton
156. Digitaria monodactyla (Nees) Stapf
157. Digitaria monodii Veldkamp
158. Digitaria monopholis Clayton
159. Digitaria montana Henrard
160. Digitaria multiflora Swallen
161. Digitaria myriostachya (Hack.) Henrard
162. Digitaria myurus Stapf
163. Digitaria natalensis Stent
164. Digitaria neghellensis J.-P.Lebrun
165. Digitaria nematostachya (F.M.Bailey) Henrard
166. Digitaria nervalis Henrard
167. Digitaria nodosa Parl.
168. Digitaria nuda Schum.
169. Digitaria oraria R.D.Webster
170. Digitaria orbata Hughes
171. Digitaria pacifica Stapf
172. Digitaria pampinosa Henrard
173. Digitaria panicea (Sw.) Urb.
174. Digitaria paniculata Soderstr. ex McVaugh
175. Digitaria paraguayensis Henrard
176. Digitaria parodii Jacq.-Fél.
177. Digitaria parva Swallen
178. Digitaria parviflora (R.Br.) Hughes
179. Digitaria patagiata Henrard
180. Digitaria pauciflora Hitchc.
181. Digitaria pearsonii Stapf
182. Digitaria pellita Stapf
183. Digitaria pennata (Hochst.) T.Cooke
184. Digitaria perpusilla Pilg.
185. Digitaria perrieri A.Camus
186. Digitaria perrottetii (Kunth) Stapf
187. Digitaria petelotii Henrard
188. Digitaria phaeothrix (Trin.) Parodi
189. Digitaria phaeotricha (Chiov.) Robyns
190. Digitaria philippinensis Henrard
191. Digitaria pinetorum Hitchc.
192. Digitaria planiculmis Henrard
193. Digitaria platycarpha (Trin.) Stapf
194. Digitaria poggeana Mez
195. Digitaria polybotryoides Robyns & Van der Veken
196. Digitaria polyphylla Henrard
197. Digitaria porrecta S.T.Blake
198. Digitaria procurrens Goetgh.
199. Digitaria psammophila Henrard
200. Digitaria pseudodiagonalis Chiov.
201. Digitaria pulchra Van der Veken
202. Digitaria purpurea Swallen
203. Digitaria pusilla Ridl.
204. Digitaria quinhonensis A.Camus
205. Digitaria radicosa (J.Presl) Miq.
206. Digitaria ramularis (Trin.) Henrard
207. Digitaria rangelii Gir.-Cañas
208. Digitaria recta Hughes
209. Digitaria redheadii (C.E.Hubb.) Clayton
210. Digitaria remotigluma (De Winter) Clayton
211. Digitaria rivae (Chiov.) Stapf
212. Digitaria rukwae Clayton
213. Digitaria sabulicola Henrard
214. Digitaria sacculata Clayton
215. Digitaria sanguinalis (L.) Scop.
216. Digitaria schmitzii Van der Veken
217. Digitaria sejuncta (Hack. ex Pilg.) Henrard
218. Digitaria seriata Stapf
219. Digitaria serotina (Walter) Michx.
220. Digitaria setifolia Stapf
221. Digitaria setigera Roth
222. Digitaria sharpeana B.K.Simon
223. Digitaria siamensis Henrard
224. Digitaria siderograpta Chiov.
225. Digitaria simpsonii (Vasey) Fernald
226. Digitaria singularis Mez
227. Digitaria sparsifructus Ohwi
228. Digitaria stenostachya (Benth.) Hughes
229. Digitaria stenotaphrodes (Nees) Stapf;
230. Digitaria stewartiana Bor
231. Digitaria stricta Roth ex Roem. & Schult.
232. Digitaria subcorymbosa (A.Camus) A.Camus
233. Digitaria subsulcata Robyns & Van der Veken
234. Digitaria tararensis Henrard
235. Digitaria tenuifolia Goetgh.
236. Digitaria ternata (Hochst.) Stapf
237. Digitaria texana Hitchc.
238. Digitaria thailandica Boonsuk, Chantar. & Hodk.
239. Digitaria thouarsiana (Flüggé) A.Camus
240. Digitaria thwaitesii (Hack.) Henrard
241. Digitaria thyrsoidea Balansa
242. Digitaria tisserantii Jacq.-Fél.
243. Digitaria tomentosa (Koenig) Henrard
244. Digitaria tonsa Hughes
245. Digitaria tricholaenoides Stapf
246. Digitaria trinervis Van der Veken
247. Digitaria ursulae H.Scholz
248. Digitaria veldkampiana B.K.Simon
249. Digitaria velutina (Forssk.) P.Beauv.
250. Digitaria venezuelae Henrard
251. Digitaria ventricosa Van der Veken
252. Digitaria villiculmis Henrard
253. Digitaria violascens Link
254. Digitaria wallichiana (Steud.) Stapf
255. Digitaria xanthotricha (Hack.) Stapf